# Arthur Mertins

Arthur Mertins

Arthur Mertins (* 25. April 1898 in Tilsit; † 9. Dezember 1979 in Otterndorf) war ein deutscher Politiker der SPD.
Mertins war Lehrer und von August 1929 bis September 1930 sowie von März bis Juni 1933 Reichstagsabgeordneter. Aufgrund des § 4 des Gesetzes zur Wiederherstellung des Berufsbeamtentums vom 7. April 1933 wurde er aus dem Lehramt entlassen und war bis 1936 arbeitslos. Er war danach als Grundstücksmakler in Königsberg tätig und gehörte von 1939 bis 1945 als Hauptfeldwebel der Wehrmacht an. 
Nach dem Zweiten Weltkrieg war Mertins Mitglied des Deutschen Bundestages in dessen erster Legislaturperiode von 1949 bis 1953. Er wurde im Wahlkreis Cuxhaven-Hadeln-Wesermünde direkt gewählt.